# Знахарь (телесериал, 2019)
«Зна́харь» — российский многосерийный драматический телевизионный художественный фильм 2018 года и 2021 года режиссёра Ярослава Мочалова. Повествует о талантливом враче-нейрохирурге из Санкт-Петербурга, потерявшем память, но сохранившем уникальные высокопрофессиональные медицинские навыки.
Премьера телесериала состоялась 23 сентября 2019 года на «Первом канале». Заключительные серии 1-го сезона вышли в эфир 3 октября 2019 года.
По итогам 2019 года сериал занял 7-ю строчку в рейтинге «Топ-100 программ года» в России.
В конце декабря 2019 года сценаристы приступили к написанию продолжения «Знахаря». В июле 2020 года создатели приняли решение о начале съёмок второго сезона сериала «Знахарь» в августе 2020 года в Санкт-Петербурге и его окрестностях, если творческим планам киногруппы не помешает вторая волна пандемии COVID-19. Выход второго сезона под названием «Знахарь. Одержимость» стартовал 13 декабря 2021 года.

## Сюжет
Молодой и талантливый врач-нейрохирург Павел Александрович Андреев возвращается в Санкт-Петербург после пятилетней стажировки в США и устраивается работать в отделение нейрохирургии Национального медицинского исследовательского центра имени А. Н. Бакулева под руководством своего бывшего учителя, Николая Алексеевича Семёнова. С первых дней Семёнов начинает назначать Андреева на проведение самых сложных хирургических операций, удачный исход которых полностью оправдывает ожидания Николая Алексеевича. Очень быстро Павел Александрович становится одним из ведущих нейрохирургов клиники. Но не все сотрудники медицинского центра рады его профессиональным успехам — его главным конкурентом становится бывший однокурсник Сергей Стрельников. Честный, справедливый, квалифицированный и бескорыстный подход Андреева к своим должностным обязанностям раздражает Стрельникова и некоторых других коллег, что приводит к нежелательным конфликтным ситуациям.
Вне работы жизнь Павла Андреева также складывается непросто. Его начальник и учитель Николай Семёнов приглашает его к себе домой, где показывает ему снимки своей запущенной опухоли и просит прооперировать его. Там же Андреев знакомится с дочерью Семёнова, адвокатом Мариной, и обещает девушке исполнить просьбу её отца. После первого же свидания, на котором Павел откровенно рассказывает Марине о гибели в автомобильной аварии своих родителей и своей последующей стажировке за рубежом, у молодых людей начинается роман, и Павел сразу же делает своей возлюбленной предложение руки и сердца.
Вся дальнейшая жизнь Павла Андреева по стечению трагических обстоятельств в одночасье переворачивается с ног на голову. Вечером, после удачно проведённой сложнейшей операции в районной больнице города Райска, куда его направили, чтобы помочь тяжёлой пациентке, Павел вызывает такси и просит доставить его в местную гостиницу, где планирует заночевать, а утром уехать в Санкт-Петербург. Во время пути такси внезапно останавливается на ночной безлюдной дороге, где Павла окружают бандиты «Сухощавый» (лже-таксист) и «Гвоздь». Они жестоко избивают Андреева бейсбольной битой, после чего стреляют в него и бросают умирать в вагон проходящего товарного поезда. После покушения Павел чудом выживает и, превозмогая боль, лесом пробирается к ближайшему населённому пункту. Его, полумёртвого, окровавленного, с многочисленными травмами и сквозным огнестрельным ранением, ночью возле своего дома в лесу, в селе Ягодном, находит и выхаживает Василий Константинович Колесников, сельский знахарь, бывший военный врач, у которого шестнадцать лет назад без вести пропал сын Алексей. В лечении незнакомца Василию помогает фельдшер местной больницы Татьяна, испытывающая к больному нежные чувства.
Вскоре Марина Семёнова, не дождавшись Павла из служебной командировки в Райск и сердцем чувствуя беду, едет туда, но поиск по «горячим» следам не приносит результата. Девушка не знает, что произошло с её женихом, но не теряет надежды найти его живым и здоровым. Она возвращается в Санкт-Петербург и начинает собственное расследование, к которому подключает знакомого следователя СК РФ Алексея Сидорова и задействует все возможные рычаги.
Когда Павлу становится лучше, он мучительно пытается вспомнить, кто он и откуда, но у него ничего не получается. Он понимает, что потерял память, но способность лечить людей у него сохранилась. Дед Василий показывает ему юношескую фотографию своего пропавшего сына Алексея, очень похожего на Павла, и убеждает Павла в том, что он и есть тот самый сын — Алексей Васильевич Колесников. Так начинается новая чужая жизнь Павла Андреева в селе Ягодном, где он, искренне поверив в своё новое имя и взяв на себя чужие грехи, продолжает помогать пациентам местной участковой больницы в должности санитара…

## В ролях
| Актёр                         | Роль |
| ----------------------------- | --- |
| Даниил Страхов                | Павел Александрович Андреев, врач-нейрохирург в отделении нейрохирургии Национального медицинского исследовательского центра имени А. Н. Бакулева в Санкт-Петербурге / Алексей Васильевич Колесников, санитар в участковой больнице № 2 в селе Ягодном  |
| Екатерина Кузнецова           | Марина Николаевна Семёнова, адвокат, невеста Павла Андреева |
| Николай Иванов                | Сергей Александрович Стрельников, врач-нейрохирург в отделении нейрохирургии Национального медицинского исследовательского центра имени А. Н. Бакулева в Санкт-Петербурге, «серый» доктор по прозвищу «Серый», бывший однокурсник и друг Павла Андреева |
| Александра Мареева            | Анна Вячеславовна Забалкина, врач-анестезиолог-реаниматолог в отделении нейрохирургии Национального медицинского исследовательского центра имени А. Н. Бакулева в Санкт-Петербурге                                                                      |
| Леонид Громов                 | Михаил Игоревич Казаченко, врач-нейрохирург в отделении нейрохирургии Национального медицинского исследовательского центра имени А. Н. Бакулева в Санкт-Петербурге, муж Эммы, отец Ники                                                                 |
| Юрий Ицков                    | Василий Константинович Колесников, дед, сельский знахарь, бывший военный врач, отец без вести пропавшего шестнадцать лет назад Алексея Колесникова |
| Валерий Гришко                | Николай Алексеевич Семёнов, врач-нейрохирург, заведующий отделением нейрохирургии Национального медицинского исследовательского центра имени А. Н. Бакулева в Санкт-Петербурге, отец Марины                                                             |
| Павел Чинарёв                 | Дмитрий Чагин, сельский предприниматель, сожитель Татьяны Николаевны |
| Светлана Смирнова-Марцинкевич | Татьяна Николаевна, фельдшер в участковой больнице № 2 в селе Ягодном |
| Андрей Ташков                 | Иван Андреевич, главный врач участковой больницы № 2 в селе Ягодном |
| Хельга Филиппова              | Ирина Юрьевна Варламова, врач-невролог в отделении нейрохирургии Национального медицинского исследовательского центра имени А. Н. Бакулева в Санкт-Петербурге, подруга и бывшая однокурсница Николая Алексеевича Семёнова                               |
| Владимир Матвеев              | Владимир Михайлович Алданов, чиновник из министерства, отец Эммы, дед Ники, тесть Михаила Игоревича Казаченко |
| Артём Карасёв                 | Максим Владимирович Бондаренко, старший врач-ординатор в отделении нейрохирургии Национального медицинского исследовательского центра имени А. Н. Бакулева в Санкт-Петербурге                                                                           |
| Александр Кононец             | Егор Михайлович Прянишников, врач-ординатор в отделении нейрохирургии Национального медицинского исследовательского центра имени А. Н. Бакулева в Санкт-Петербурге                                                                                      |
| Олег Ерёмин                   | Александр Николаевич Марков, врач-нейрохирург в отделении нейрохирургии Национального медицинского исследовательского центра имени А. Н. Бакулева в Санкт-Петербурге                                                                                    |
| Сергей Колос                  | Алексей Сидоров, капитан юстиции, следователь Следственного комитета РФ |
| Валерий Дьяченко              | Вадим Анатольевич Батурин, бывший следователь Следственного комитета РФ |
| Денис Пьянов                  | Валерий Инюшкин, водитель-грузчик, друг Дмитрия Чагина |
| Аркадий Волгин                | Евгений Владимирович Громов, профессор нейрохирургии, друг Николая Алексеевича Семёнова |
| Анатолий Петров               | Вадим Сергеевич Губарев («Губа»), криминальный бизнесмен |
| Яков Шамшин                   | Денис Толмачёв, уголовник, друг детства Алексея Колесникова |